# 椿泊町
椿泊町（つばきどまりちょう）は、徳島県阿南市の町名。2014年3月31日現在の人口は603人、世帯数は241世帯。郵便番号は〒779-1740。

## 地理
阿南市の東部に位置。北・東・南は紀伊水道に面し、西は椿町に接する。人口密度の高い漁村で、江戸期の阿波水軍の居城である。室戸阿南海岸国定公園に属する。

### 小字
- 小吹川原
- 出島
- 寺谷
- 糠塚
- 東

## 歴史
江戸期から町村制の施行された1889年（明治22年）にかけては那賀郡の村。
1889年（明治22年）に同郡椿村、1940年（昭和15年）より同郡椿町、1955年（昭和30年）から同郡橘町の大字となった。1958年（昭和33年）に阿南市が誕生し、現在の町名となる。

## 施設
- 阿南市立椿泊小学校
- 金刀比羅神社
- 松鶴城址

## 交通

### 道路
都道府県道
- 徳島県道287号福井椿泊加茂前線